# I Liga 1981/1982
Ekstraklasa 1981/82 byla nejvyšší polskou fotbalovou soutěží. Vítězem se stal a do Poháru mistrů evropských zemí se kvalifikoval tým Widzew Łódź. Do Poháru UEFA se kvalifikovaly týmy Śląsk Wrocław a Stal Mielec. Účast v Poháru vítězů pohárů si zajistil vítěz poháru Lech Poznań.
Soutěže se zúčastnilo celkem 16 celků, soutěž se hrála způsobem každý s každým doma-venku (celkem tedy 30 kol) systémem podzim-jaro. Při shodném počtu bodů rozhodovaly o pořadí vzájemné zápasy. Sestoupily poslední 2 týmy Arka Gdynia a Motor Lublin. 

## Tabulka
| Poř. | Tým                 | Z  | V  | R  | P  | VG | OG | B  |
| ---- | ------------------- | -- | -- | -- | -- | -- | -- | -- |
| 1.   | Widzew Łódź         | 30 | 14 | 11 | 5  | 45 | 31 | 39 |
| 2.   | Śląsk Wrocław       | 30 | 16 | 7  | 7  | 40 | 22 | 39 |
| 3.   | Stal Mielec         | 30 | 11 | 13 | 6  | 33 | 26 | 35 |
| 4.   | Legia Varšava       | 30 | 11 | 13 | 6  | 39 | 29 | 35 |
| 5.   | Górnik Zabrze       | 30 | 13 | 7  | 10 | 35 | 27 | 33 |
| 6.   | Pogoń Szczecin (N)  | 30 | 13 | 7  | 10 | 44 | 43 | 33 |
| 7.   | Gwardia Varšava (N) | 30 | 12 | 8  | 10 | 36 | 34 | 32 |
| 8.   | Wisla Krakov        | 30 | 9  | 11 | 10 | 41 | 32 | 29 |
| 9.   | Zagłębie Sosnowiec  | 30 | 8  | 13 | 9  | 24 | 30 | 29 |
| 10.  | Szombierki Bytom    | 30 | 10 | 8  | 12 | 38 | 30 | 28 |
| 11.  | Lech Poznań         | 30 | 11 | 6  | 13 | 25 | 25 | 28 |
| 12.  | ŁKS Łódź            | 30 | 12 | 4  | 14 | 30 | 39 | 28 |
| 13.  | Bałtyk Gdynia       | 30 | 9  | 8  | 13 | 24 | 36 | 26 |
| 14.  | Ruch Chorzów        | 30 | 9  | 7  | 14 | 29 | 35 | 25 |
| 15.  | Arka Gdynia         | 30 | 7  | 8  | 15 | 16 | 37 | 22 |
| 16.  | Motor Lublin        | 30 | 6  | 7  | 17 | 34 | 57 | 19 |

|  | Pohár mistrů evropských zemí 1982/83 |
|  | Pohár vítězů pohárů 1982/83          |
|  | Pohár UEFA 1982/83                   |
|  | Sestup do 2. ligy                    |

## Nejlepší střelci
|    |        | hráč                | tým              | PG |
| -- | ------ | ------------------- | ---------------- | -- |
| 1. | Polsko | Grzegorz Kapica     | Szombierki Bytom | 15 |
| 2. | Polsko | Andrzej Iwan        | Wisla Krakov     | 14 |
| 3. | Polsko | Krzysztof Baran     | Gwardia Varšava  | 11 |
| 3. | Polsko | Tadeusz Pawłowski   | Śląsk Wrocław    | 11 |
| 3. | Polsko | Zbigniew Stelmasiak | Pogoń Szczecin   | 11 |

## Soupiska mistra -Widzew Łódź
Jerzy Klepczyński (6/0), Józef Młynarczyk (24/0) - Zbigniew Boniek (26/8), Marek Filipczak (22/10), Andrzej Jacek (1/0), Jan Jeżewski (19/0), Krzysztof Kamiński (16/2), Edward Lonka (15/0), Jerzy Łuczyński (1/0), Piotr Mierzwiński (10/0), Andrzej Możejko (26/0), Marek Pięta (5/0), Bogusław Plich (18/0), Mariusz Romański (10/0), Piotr Romke (27/2), Zdzisław Rozborski (27/3), Mirosław Sajewicz (21/4), Włodzimierz Smolarek (28/10), Krzysztof Surlit (24/3), Mirosław Tłokiński (12/3), Paweł Wożniak (12/0), Władysław Żmuda (26/0) - trenér Władysław Żmuda